# Nadeschda Andrejewna Durowa

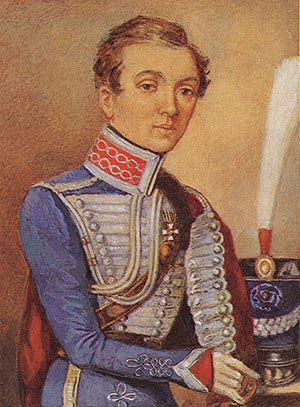
Nadeschda Durowa

Nadeschda Andrejewna Durowa (russisch Надежда Андреевна Дурова; * 6. Septemberjul. / 17. September 1783greg. in Kiew; † 21. Märzjul. / 2. April 1866greg. in Jelabuga) war eine russische Kavalleristin und Autorin. Sie war die erste Frau, die in der russischen Armee als Offizier diente.

## Leben
Nadeschda Durowa war die Tochter eines russischen Offiziers und wuchs wie ein Junge auf. Als Mann verkleidet trat sie 1806 unter dem Namen Alexander Durow in die russische Armee ein und nahm ein Jahr später an der Schlacht bei Friedland teil. Als ihr Vater Nachforschungen über ihren Verbleib anstellte, wurde ihre Identität entdeckt. Der russische Zar Alexander I. bot ihr daraufhin persönlich eine ehrenvolle Entlassung an; sie entschied sich allerdings für die Armee und erhielt vom Zaren ein Offizierspatent.
1812 kämpfte sie in der Schlacht bei Borodino. Nach dem Rückzug aus Moskau wurde sie krank und musste die Armee verlassen. Nachdem sie wieder dienstfähig war, nahm sie an den Befreiungskriegen teil und war an der Einschließung Hamburgs beteiligt. Im Jahr 1816 nahm sie ihren Abschied, weil ihr Vater sie gebeten hatte, sich um ihn zu kümmern. Sie verließ die Armee als Stabsrittmeister und Ritter des St.-Georg-Ordens.
Durowa wandte sich 1834 brieflich an Nikolai Mamyschew, den sie seit den 1820er Jahren kannte, und bat ihn, ihre Aufzeichnungen einer Kavalleristin zu veröffentlichen. Sie schickte ihm zunächst zwei Hefte. Das 1835 geschickte dritte Heft kam offenbar nicht an, und Mamyschew reagierte nicht auf Durowas Nachfragen. Aufgrund ihrer finanziellen Sorgen wandte sie sich nun an Alexander Puschkin, der bereit war, ihr Manuskript zu kaufen. Nach weiteren Briefwechseln und Postumleitungen erhielt Puschkin schließlich von Mamyschew die ersten beiden Hefte und von Durowa das neu erstellte dritte Heft, so dass Durowas Aufzeichnungen 1836 im Sowremennik No. 2 erschienen und ein großer Erfolg wurden.

## Biographische Widersprüche
Ihre Autobiographie wurde von Rainer Schwarz ins Deutsche übersetzt. Das Buch enthält einige Widersprüche. Nadeschda Durowa schrieb, dass sie beim Eintritt in die Armee 16 Jahre alt war, tatsächlich müsste sie aber bereits 23 gewesen sein. Wiktor Afanasjew erwähnt in seiner biographischen Notiz, dass sie 1801 verheiratet wurde und 1803 einen Sohn bekam. Sie selbst erwähnt das mit keinem Wort, nach ihren Angaben wäre sie zu der Zeit auch erst 11 bzw. 13 Jahre alt gewesen.

## Werke
- Die Offizierin. Das ungewöhnliche Leben der Kavalleristin Nadeshda Durowa erzählt von ihr selbst. Mit einer biographischen Notiz von Viktor Afanasjew, Leipzig, Gustav Kiepenheuer Verlag 1994; ISBN 3-378-00557-2